# ماتياس ناني
ماتياس ناني (بالإسبانية: Matías Nani)‏ (26 مارس 1998 في الأرجنتين - ) هو لاعب كرة قدم أرجنتيني في مركز الدفاع يلعب حالياً في نادي الغرافة معار من نادي الشمال القطري. لعب مع نادي روما.

## وصلات خارجية
- ماتياس ناني على موقع قاعدة بيانات كرة القدم.إي يو (الإنجليزية)
- ماتياس ناني على موقع Soccerway.com (الإنجليزية)